# Coryne polyocellata
Coryne polyocellata is een hydroïdpoliep uit de familie Corynidae. De poliep komt uit het geslacht Coryne. Coryne polyocellata werd in 1927 voor het eerst wetenschappelijk beschreven door Uchida. 